# Звук сопілки
Звук сопілки (азерб. Tütək səsi) — радянський художній фільм-драма 1975 року, знятий на кіностудії «Азербайджанфільм».

## Сюжет
Події розгортаються за часів Другої світової війни. В одному з сіл Азербайджанської РСР йде безперервна праця, де жителі показують всенародну єдність, де працюють всі від дітей до літніх жінок, бо їхні батьки, брати, сини пішли на фронт захищати батьківщину.

## У ролях
- Акіф Магаррамов — Тапдих (дублював Раміз Меліков)
- Міхай Волонтир — Джабраїл (дублював Шахмар Алекперов)
- Мамедрза Шейхзаманов — Ісфандіяр киши
- Юсіф Валієв — Гилиндж Гурбан
- Лія Еліава — Сайяли (дублювала Аміна Юсіфкизи)
- Сафура Ібрагімова — Ісмат (дублювала Офелія Санані)
- Халіда Кулієва — Міллі
- Шукуфа Юсіпова — Туту
- Откам Іскандеров — Нуру (дублював Расім Балаєв)
- Садих Гусейнов — Рза (дублював Азізага Гасимов)
- Шушан Маджидова — Сугра хала
- Гюмрах Рагімов — Мухтар (дублював Самандар Рзаєв)
- Земфіра Садикова — Хадіса
- Вагіф Мустафаєв — епізод
- Мухтар Авшаров — епізод
- Садакят Зульфугарова — селючка
- Самая Мусаєва — епізод
- Мамедсадих Нурієв — Салім
- Садих Гасанзаде — Захід
- Гарай Елібеков — епізод
- Шаміль Сулейманов — Джумру
- Джавахір Байрамова — селючка
- Шамсі Шамсізаде — Тахір

## Знімальна група
- Автор сценарію: Іса Гусейнов
- Режисер-постановник: Расім Оджагов
- Оператор-постановник: Тейюб Ахундов
- Художник-постановник: Елбек Рзагулієв
- Композитор: Акшин Алізаде
- Звукооператор: Акіф Нурієв
- Режисер: Раміз Алієв
- Художник-гример: Ельбрус Вахідов
- Монтажер: Гюльшан Салімова
- Асистенти режисера: Джафар Асадов, Айдин Махмудбеков
- Асистент художника: Фікрет Алекперов
- Асистент оператора: Расул Байрамов
- Редактор: Фарман Карімзаде
- Директор фільму: Алі Мамедов
- Художник-титрувальник: Гасан Турабов